# Alexandra Stewart
Pour les articles homonymes, voir Stewart.
Alexandra Stewart est une actrice canadienne, née le 10 juin 1939 à Montréal.

## Biographie
Née au Québec dans une famille anglophone, Alexandra Stewart arrive en 1958 à Paris où elle suit les cours du conservatoire de musique. La même année, elle décroche un premier rôle dans Les Motards de Jean Laviron. Parfaitement bilingue, elle mène ensuite une carrière dans des productions de tous genres.
Elle connait un grand succès populaire en France en 1972 grâce au feuilleton de l'ORTF L'Homme qui revient de loin de Michel Wyn, aux côtés de Louis Velle.
Outre sa carrière au cinéma, elle apparaît régulièrement à la télévision dans des divertissements tels Les Jeux de 20 heures et L'Académie des neuf.

### Vie personnelle
Elle a eu en 1974 une fille avec le réalisateur Louis Malle, Justine Malle, réalisatrice de Jeunesse sorti en 2013.

## Filmographie

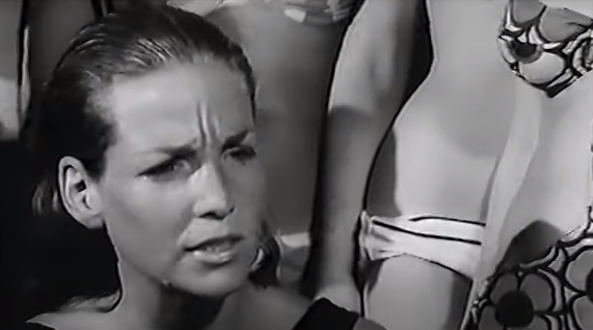
Alexandra Stewart dans Thrilling (1965).

### Cinéma
- 1956 : Club de femmes de Ralph Habib
- 1958 : Les Motards de Jean Laviron : La speakerine
- 1959 : L'Eau à la bouche de Jacques Doniol-Valcroze : Séraphine dit Fifine
- 1959 : Les Liaisons dangereuses 1960 de Roger Vadim : Une amie de Miguel
- 1960 : Merci Natercia de Pierre Kast : Sandra
- 1960 : Le Bel Âge de Pierre Kast : Alexandra
- 1960 : Exodus d'Otto Preminger : Jordana Ben Canaan
- 1960 : Tarzan le magnifique (Tarzan the Magnificent) de Robert Day : Laurie
- 1960 : Les Distractions de Jacques Dupont : Vera
- 1960 : La Mort de Belle d'Édouard Molinaro : Belle
- 1961 : Les Mauvais Coups de François Leterrier : Hélène
- 1961 : Le Rendez-vous de minuit de Roger Leenhardt : Jacqueline
- 1961 : La Morte-Saison des amours de Pierre Kast : Sandra
- 1961 : Une grosse tête de Claude de Givray : Françoise
- 1962 : Climats de Stellio Lorenzi : Misa
- 1962 : Rogopag, segment Le Nouveau Monde de Jean-Luc Godard : Alexandra
- 1962 : Hommage à l'heure de la sieste (Homenaje a la hora de la siesta) de Leopoldo Torre Nilsson : Marianne Graham
- 1963 : L'Irrésistible célibataire (Bekenntnisse eines moblierten Hern) de Franz Peter Wirth : la Princesse
- 1963 : Dragées au poivre de Jacques Baratier : Anna
- 1963 : Le Feu follet de Louis Malle : Solange
- 1963 : Violence secrète (it) (Violenza segreta) de Giorgio Moser : Elisabetta
- 1963 : La Nuit la plus longue (Die endlose Nacht) de Will Tremper : Juanita
- 1963 : Le Grand Jeu de l'amour (Das große Liebesspiel) d'Alfred Weidenmann : Rektorengattin
- 1964 : Mickey One d'Arthur Penn : Jenny Drayton
- 1964 : Un cœur plein et les poches vides (...e la donna creò l'uomo) de Camillo Mastrocinque : Laura
- 1965 : Thrilling, segment Il Vittimista d'Ettore Scola : Frida
- 1965 : Sie nannten ihn Gringo de Roy Rowland : Lucy
- 1965 : Marcia nuziale de Marco Fosleri : Nancy
- 1966 : La Loi du survivant de José Giovanni : Hélène
- 1967 : Maroc, dossier numéro sept (Maroc 7) de Gerry O'Hara : Michelle Craig
- 1968 : La Mariée était en noir de François Truffaut : Mademoiselle Becker
- 1968 : L'Écume des jours de Charles Belmont : Isis
- 1968 : Trio d'escrocs (Only When I Larf) de Basil Dearden : Liz
- 1969 : Les Deux amours de Caroline (en) (Waiting for Caroline) de Ron Kelly : Caroline
- 1969 : Bye bye, Barbara de Michel Deville : Eve Michelli
- 1970 : La Gifle (Ohrfeigen) de Rolf Thiele : Célestine
- 1970 : Ils de Jean-Daniel Simon : Hélène Jeanteur
- 1970 : Kemek de Theodore Gershuny : Marisa Love
- 1970 : Le Tombeur (The Man Who Had Power Over Women) de John Krish : Frances
- 1971 : Où est passé Tom ? de José Giovanni : Alexandra
- 1971 : Far from Dallas de Philippe Toledano : la femme de Jean
- 1971 : Zeppelin d'Etienne Périer : Stephanie
- 1971 : Ciel bleu de Serge Leroy : Elle
- 1971 : Les Soleils de l'île de Pâques de Pierre Kast : Alexandra
- 1971 : Valparaiso, Valparaiso de Pascal Aubier : la paysanne
- 1973 : La Nuit américaine de François Truffaut : Stacey
- 1973 : Les chattes se mouillent (Because of the Cats) de Fons Rademakers : Feodora
- 1974 : The Heatwave lasted four Days de Douglas Jackson : Barbara Lawrence
- 1974 : Marseille contrat de Robert Parrish : Rita
- 1974 : Bingo de Jean-Claude Lord : Hélène
- 1975 : Un animal doué de déraison de Pierre Kast : Alexandra
- 1975 : Black Moon de Louis Malle : Sœur Lily
- 1976 : Julie pot de colle de Philippe de Broca : Delphine
- 1977 : Good-bye, Emmanuelle de François Leterrier : Dorothée
- 1977 : Les Chats du diable segment Québec 1975 de Denis Héroux : Mrs. Joan Blake
- 1978 : La Petite Fille en velours bleu d'Alan Bridges : Théo Casarès
- 1978 : Les Femmes de 30 ans (In Praise of Older Women) de George Kaczender : Paula
- 1979 : Phobia de John Huston : Barbara Grey
- 1980 : Les Uns et les Autres de Claude Lelouch : Alexandra
- 1980 : Final Assignment de Paul Almond : Sam O'Donnell
- 1980 : Les Espions dans la ville (Agency) de George Kaczender : Mimi Oliveri
- 1980 : Le Soleil en face de Pierre Kast : Sandra
- 1981 : Aiutami a sognare de Pupi Avati : Magda
- 1981 : Course à mort (The Last Chase) de Martyn Burke : Eudora
- 1981 : Madame Claude 2 de François Mimet : Madame Claude
- 1981 : Chanel solitaire (Coco Chanel) de George Kaczender : Nathalie
- 1981 : Au-delà de cette limite votre ticket n'est plus valable (Your Ticket is No Longer Valid) de George Kaczender : Clara
- 1982 : Chassé-croisé d'Arielle Dombasle : Une femme sculpteur
- 1982 : L'Imposteur (Cercasi Gesù) de Luigi Comencini : La mère de Francesca
- 1982 : Le Choc de Robin Davis : La femme de la première victime
- 1982 : La Guérilléra de Pierre Kast : Alexandrine
- 1983 : Femmes de Tana Kaleya : Alexandra
- 1983 : Sans soleil de Chris Marker : narratrice (version anglaise)
- 1984 : Le Bon Plaisir de Francis Girod : Julie Hoffman
- 1984 : Charlots Connection de Jean Couturier : Liane
- 1984 : Le Sang des autres de Claude Chabrol : Madeleine
- 1986 : Peau d'ange de Jean-Louis Daniel : Hélèna Werner
- 1986 : Under the Cherry Moon de Prince : Mme Sharon
- 1987 : Frantic de Roman Polanski : Edie
- 1988 : Le Passager - Welcome to Germany (Der Passagier – Welcome to Germany) de Thomas Brasch : Mrs.
- 1990 : Monsieur de Jean-Philippe Toussaint : Madame Dubois-Lacour
- 1992 : John (court métrage) de Roberto Garzelli : Jane Clayton
- 1996 : Le Fils de Gascogne de Pascal Aubier : elle-même
- 1996 : Seven Servants de Daryush Shokof : Hilda
- 1999 : La Candide Madame Duff de Jean-Pierre Mocky : Tante Lou
- 2000 : Sous le sable de François Ozon : Amanda
- 2001 : Fifi Martingale de Jacques Rozier : L'ambassadrice
- 2002 : Les Filles, personne s'en méfie de Charlotte Silvera : La femme cliente
- 2003 : Rien, voilà l'ordre de Jacques Baratier : La femme cliente
- 2005 : Mon petit doigt m'a dit... de Pascal Thomas : Madame Boscovan
- 2005 : El cantor de Joseph Morder : Edna
- 2007 : Nessuna qualita agli eroi de Paolo Franchi : La mère de Bruno
- 2007 : New Love (court métrage) de Laurence Coriat : Lani
- 2008 : Troubles sens (court métrage) d'Anna Condo : Sonia
- 2009 : Bazar de Patricia Plattner : Joanna
- 2011 : Ma compagne de nuit d'Isabelle Brocard : la mère de Julia
- 2011 : Inside d'Andrés Baiz : Emma
- 2013 : Joseph Morder tourne La Duchesse de Varsovie, Carnets filmés de Gérard Courant : elle-même
- 2013 : In Memoriam Bernadette Lafont, Carnets filmés de Gérard Courant : elle-même
- 2014 : Valentin Valentin de Pascal Thomas : Sylvia
- 2014 : Octobre 2014 à Paris, Carnets filmés de Gérard Courant : elle-même
- 2015 : La Duchesse de Varsovie de Joseph Morder : Nina
- 2019 : À cause des filles..? de Pascal Thomas : la mère du marié
- 2019 : François Truffaut et les films de sa vie de Gérard Courant : elle-même
- 2021 : After Blue (Paradis sale) de Bertrand Mandico : Séverine
- 2023 : Les Secrets de la princesse de Cadignan d'Arielle Dombasle : La duchesse d'Uxelles
- 2025 : Belladone d'Alanté Kavaïté : Evy

### Télévision
- 1964 : Sans merveille (téléfilm)
- 1965 : Seaway (en) (série télévisée) : Nicole Vanay
- 1965 : Destination Danger (Danger Man) (série télévisée) : Jessica
- 1966 : Le Saint (The Saint) (série télévisée) : Natalie Sheridan
- 1970 : Le Lys dans la vallée (téléfilm) de Marcel Cravenne : Arabelle
- 1972 : Les Évasions célèbres (série télévisée) : Lucrezia
- 1972 : L'Homme qui revient de loin de Michel Wyn, feuilleton de Michel Wyn : Fanny
- 1981 : Le Beau Monde (téléfilm) : Diane
- 1982 : Les Dames à la licorne de Lazare Iglesis : Lady Harriet
- 1983 : Le Voyageur (The Hitchhiker) (série télévisée) : Jackie Winslow
- 1983 : Le Jour le plus court (téléfilm)
- 1984 : L'Amour en héritage (Mistral's Daughter) de Douglas Hickox / Kevin Connor, (série télévisée) : Mary Jane Kilkullen
- 1985 : Une péniche nommée 'Réalité' (téléfilm) : Mary
- 1985 : Le Deuxième Couteau (téléfilm) : Michèle Tessier
- 1985 : L'Herbe rouge de Pierre Kast : Aglaé
- 1986 : La Griffe du destin (Sins) (feuilleton télévisé) : Une comtesse
- 1987 et 1991 : Les Cinq Dernières Minutes (série télévisée) : Gaelle / Henriette Chayoleau
- 1988 : La Mort mystérieuse de Nina Chéreau (téléfilm) : Suzanne
- 1989 : Le Retour de Lemmy Caution (téléfilm) : Domino
- 1989 : Champagne Charlie (téléfilm) : Cécile
- 1989 : Lance et compte : Troisième saison (série télévisée) : Joan Faulkner
- 1990 : S.O.S. disparus (série télévisée) : Hélène
- 1992 : Jo et Milou (téléfilm) : Victoria
- 1992 : Warburg, le banquier des princes (Warburg: A Man of Influence) (série télévisée) : Lucia Warburg
- 1992 : Le Premier Cercle (The First Circle) (téléfilm) : Aletvina Makaraguine
- 1994 : Highlander (série télévisée) : Catherine Legris
- 2001 : Red Eye (téléfilm) : Viviane Garnot
- 2002 : Croon (téléfilm) : Beatrice
- 2003 : Lola, qui es-tu Lola ? (série télévisée) : La comtesse Francesca Vitaldi
- 2004 : Faut-il tuer le clown? (téléfilm) : Gabrielle Chassagne
- 2005 : Marie Antoinette (téléfilm) : Marie Thérèse
- 2009 : À deux c'est plus facile (téléfilm) : Madeleine
- 2010 : Les Châtaigniers du désert de Caroline Huppert : Eleanor Campbell

## Festivals
- Du 23 au 25 novembre 1990, Alexandra Stewart a présidé la 14e édition du Festival international du film de création super 8 de Metz organisée par Claude Kunowitz en partenariat avec la Mairie de Metz.
- Du 26 au 29 septembre 2013, Alexandra Stewart a présidé le 1er Festival du film canadien de Dieppe.
- Du 2 au 4 juin 2017, Alexandra Stewart a présidé la deuxième édition du festival de "documenteurs" On Vous Ment, à Lyon.